# Adam Kraus
Pour les articles homonymes, voir Kraus.
Adam Kraus, né le 9 août 1982 à Prague, est un acteur et metteur en scène de théâtre tchèque.

## Biographie
Fils de Jana Krausová et de Jan Kraus et frère cadet de David Kraus, il étudie le théâtre à la Divadelní fakulta Akademie múzických umění v Praze (DAMU) de 2009 à 2011.
Il est surtout connu comme metteur en scène. 

## Mise en scène
- Philippe Claudel, O lásce (originale en français À propos de l'amour), avec Jana Krausová et Karel Roden, Studio DVA, 6 septembre 2009 au Divadle Palace
- De Eva Prchalová et Adam Kraus, Prší, avec Jana Krausová, Karel Roden et Marian Roden (cs), Studio DVA, 3 juillet 2011, Scène d'été du Vyšehrad à Prague.
- Oscar Wilde, Slavík a růže, avec Adam Kraus et Jana Krausová, Studio DVA, 14 août 2012, Scène d'été du Vyšehrad à Prague.